# Benthogone rosea
Benthogone rosea är en sjögurkeart som beskrevs av Jean Baptiste François René Koehler 1896. Benthogone rosea ingår i släktet Benthogone och familjen Laetmogonidae. Inga underarter finns listade i Catalogue of Life.